# Franz Beyer
Franz Beyer, nemški general in pravnik, * 27. maj 1892, Bautzen, † 15. oktober 1968, Bad Wiessee.